# جيل دوفير
جيل دوفير أو جيل دوفار (4 سبتمبر 1956 ليون – 26 نوفمبر 2024)، هو محامٍ في نقابة المحامين في ليون، ومدون، وأستاذ باحث ومحاضر فرنسي.

## المسيرة المهنية

### الجامعة
هو ممرض سابق، ودرَّس القانون في جامعة ليون 3. حصل في عام 2007 على التأهيل للإشراف على البحوث في القانون، في تخصص القانون الطبي، وبفضل ذلك، أدار عدة رسائل جامعية، وعلى هذا النحو، ضُمنت منشوراته على مدونته أو أعماله في عديد الأعمال البحثية الجامعية، وهو مؤلف ما يقرب من 260 مقالة عن القانون الطبي منشورة في مجلات متخصصة.
نوقش جيل دوفار أيضًا في مجلة التنسيق الوطني للتمريض [الفرنسية] (CNI)، وهي نقابة مهنية للممرضين حول القضايا القانونية، من أجل شرح التغييرات المهمة التي تظهر في القانون الطبي.

### المحامي
وفي أكتوبر 2007، وبتوجيه من الهيئة العليا للصحة، شارك في فريق عمل يقدم تقريرًا عن طرق تحسين التعاون بين المهنيين الصحيين.
صار «المدافع عن الشعوب المضطهدة» مدافعًا عن الصحراء الغربية وفلسطين.
كان جيل دوفير أحد المتحدثين الرسميين لمجموعة مكونة من 350 منظمة غير حكومية يمثلها 40 محاميًا مسؤولين عن التعامل مع طلب العدالة المقدم إلى المحكمة الجنائية الدولية بشأن جرائم الحرب خلال الحرب على غزة 2008-2009. وقد كلفته دولة فلسطين بتقديم شكوى نيابة عنها بتاريخ 22 يناير 2009. وكانت هذه الشكوى موضوع مؤتمر منعقد ومحل تحليل عديد القانونيين المجتمعين.
وأوضح في مقابلة مع يورونيوز، بعد عامين من تقديم الشكوى، أن عناصر الملف أُدرجت في تقرير غولدستون (بعثة الأمم المتحدة لتقصي الحقائق في نزاع غزة). وذكر أعمال التعذيب المنهجي والمحاكمات غير العادلة وظروف الاحتجاز غير المناسبة للسجناء، وثلاثة انتهاكات للقانون الدولي. ووضح أيضًا أن جثث المعتقلين المتوفين لا تُعاد أبدًا إلى ذويهم.
في يوليو 2014، قدم بشكوى جديدة ضد إسرائيل نيابة عن وزير العدل في حكومة الوحدة الوطنية الفلسطينية، سليم السقا، بخصوص الأحداث التي وقعت خلال الحرب على غزة 2014. وافقت المحكمة الجنائية الدولية على فتح تحقيق أولي للوقائع بتاريخ 13 يونيو 2014، بعد أن نقلت الصحافة الضغوط التي تعرضت لها كل من السلطة الفلسطينية والمحكمة الدائمة للعدل الدولي  والسماح لفلسطين بالانضمام إلى نظام روما.
في عام 2018، قدم «أكثر من 3000 ملف»، بتكليف من مجموعات مختلفة من الضحايا من قطاع غزة، بما في ذلك الأطباء والصيادين، ، ونيابة عن الفلسطينيين الذين أصيبوا أو شوهوا أو قتلوا أثناء القمع الذي قام به الجيش الإسرائيلي لمسيرة العودة التي نُظمت تلك السنة في القطاع.
وكان، بحسب صحيفة لو موند، هو المحامي الفرنسي لحركة حماس خلال الشكوى التي تعتزم الحركة الفلسطينية رفعها أمام المحكمة الجنائية الدولية بشأن انتهاكات حقوق الإنسان التي ترتكبها إسرائيل في القدس، وأبرزها الاستيطان والتهجير القسري لصالح الإسرائيليين. المستوطنين. إلا أن عملية طوفان الأقصى في 7 أكتوبر 2023، حالت دون نجاح هذه الشكوى المقترحة.
في عام 2024، وجهت المحكمة الجنائية الدولية لائحة اتهام ضد بنيامين نتنياهو ويوآف غالانت بتهمة «جرائم الحرب» و«جرائم ضد الإنسانية» بسبب سلوكهم في الحرب في قطاع غزة ، وخاصة بسبب الأدلة التي قدمها جيل دوفير. وقد صرح بأنه «من الواضح لي أنه في حالة فلسطين لدينا جميع معايير القضايا المتعلقة بالإبادة الجماعية».
أيضًا في عام 2024، حصل بصفته محامي جبهة البوليساريو على قرار محكمة العدل التابعة للاتحاد الأوروبي بإلغاء الاتفاقيات التجارية بين الاتحاد الأوروبي والمملكة المغربية، والتي شملت الصحراء الغربية. وكان أيضا محامي السجين السياسي الصحراوي النعمة أسفاري.
وكان يمثل أحيانًا تنسيقية مكافحة العنصرية ورهاب الإسلام ومسجد ليون الكبير.

## الوفاة
توفي جيل دوفير في 26 نوفمبر 2024 عن عمر ناهز الثامنة والستين. وعزته الجزائر في بيان لوزارتها للشؤون الخارجية «على إثر وفاة المحامي الفرنسي جيل دوفير الذي كرس حياته المهنية للدفاع عن حقوق الشعوب المضطهدة، تتقدم الجزائر بخالص عبارات التعازي والمواساة إلى أسرة الفقيد وأقربائه وكافة مناصري القضايا العادلة في العالم». كما نعته دائرة حقوق الإنسان والمجتمع المدني في منظمة التحرير الفلسطينية.

## مقولات عنه
قال المحامي الدولي عبد المجيد مراري «أن القضية الفلسطينية والإنسانية محاميا انسانا عاش من أجل المبادئ ومن أجل القضايا العادلة عموما وعلى رأسها القضية الفلسطينية حيث كان يسعى لإصدار مذكرات اعتقال ضد مجرمي الحرب في أي مكان»

## جوائز مستلمة
في 6 ديسمبر 2024، منحه الرئيس محمود عباس درجة «نجمة الحرية» من وسام دولة فلسطين، وسُلم إلى ذويه في المركز الفرنسي للحضارة الإسلامية في مدينة ليون بواسطة سفيرة دولة فلسطين لدى فرنسا هالة أبو حصيرة. 